# Uden Barn
|  | Denne artikel er oprettet af botten Steenthbot ud fra en ekstern database. Den kan derfor have sproglige fejl eller mangler. Denne skabelon kan fjernes efter kontrol af indholdet. |

Uden Barn er en dansk kortfilm fra 2021 instrueret af Cecilie Kronborg Thomsen.

## Handling
Asta kæmper en daglig kamp for at blive gravid. Hendes biologiske ur tikker, mens hun forsøger at finde mening i al smerten.

## Medvirkende
- Charlotte Munck, Asta
- Anna-Olivia Coakley, Esther
- Emma van der Vleuten Busk, Susse
- Ulla Henningsen, Mor